# Leyland Titan
Il Leyland Titan era il nome di un telaio con motore anteriore progettato per montare una carrozzeria di un autobus a due piani. Venne costruito principalmente per il mercato britannico tra il 1927 e il 1942 e, dopo la guerra, dal 1945 al 1970.
Il modello venne ampiamente usato in Gran Bretagna e fu anche esportato con successo in numerosi esemplari in India e Sudafrica. Dopo che la Leyland Motors concluse la produzione del Titan in Gran Bretagna la Ashok Leyland dell'India ne riprese la produzione e continua a vendere, con la designazione di Ashok Leylan Titan, l'autobus nell'Asia meridionale.

## Il Titan a Londra
Quando la London Transport venne fondata nel 1933 ereditò poche centinaia di Leyland Titan dagli operatori indipendenti di Londra. Dopo la seconda guerra mondiale la London Transport acquistò oltre 2.100 Titan specificatamente progettati per l'impiego a Londra. Furono designati RTL (1.631 esemplari) e, per la versione più grande, RTW (500 esemplari). Il loro aspetto era molto simile a quello degli AEC Regent III RT (a loro volta prodotti in 4.825 esemplari). La differenza più evidente tra i due modelli era costituita dalla griglia e dalla forma del radiatore e, per la versione RTW, dalle dimensioni superiori.

## Versioni

### Tra le due guerre
- TD1
- TD2
- TD3
- TD4
- TD5
- TD6
- TD7

### Secondo dopo guerra
- PD1 – Lunghezza 7,9 m (26 piedi)
- OPD1 - Versione da esportazione
- PD2 – Lunghezza 8,2 m (27 piedi)
- OPD2 - Versione da esportazione
- PD3 – Lunghezza 9,1 m (30 piedi)